# نوکیا ان۸۶
نوکیا ان۸۶ ۸مگاپیکسل (به انگلیسی: Nokia N86 8MP) یک‌نمونه از گوشی‌های تلفن همراه سری ان شرکت نوکیا می‌باشد که توسط همین شرکت به بازار عرضه شده‌است. این گوشی نخستین گوشی شرکت نوکیا است که دارای دوربین ۸ مگاپیکسل است. موبایل دارای شبکه WI-FI(وای فای) است. همچنین این موبایل دارای یک بدنه فلزی است.